# Mademoiselle Lange nei panni di Venere
Mademoiselle Lange nei panni di Venere (Mademoiselle Lange en Vénus) è un ritratto a olio su tela realizzato da Anne-Louis Girodet nel 1798 e conservato al museo delle belle arti di Lipsia.

## Storia e descrizione
L'opera ritrae l'attrice teatrale Anne-Françoise-Élisabeth Lange come la dea Venere, mentre contempla il proprio riflesso in uno specchio che viene tenuto da Cupido. La donna è ritratta in piedi, priva di indumenti, al di sopra di una sorta di divano pieno di fiori. L'opera venne commissionata come regalo per il marito di Lange, Michel-Jean Simons. Tuttavia, quando la tela venne esposta al Salone del 1799 al Louvre di Parigi, ella protestò che si trattava di un quadro poco lusinghiero in quanto riteneva che non rispecchiasse la sua beltà, chiese all'artista di toglierlo dalla mostra e si rifiutò di pagare il prezzo pattuito. Girodet dipinse ed espose un altro dipinto, Mademoiselle Lange nelle vesti di Danae, un dipinto allegorico beffardo nel quale ella venne ritratta come Danae.